# Partido de Rauch
Rauch es uno de los 135 partidos de la provincia argentina de Buenos Aires, ubicado en el interior de esta provincia. Forma parte de la Quinta Sección Electoral de la Provincia de Buenos Aires.

## Ubicación geográfica política
El partido de Rauch está situado en el centro sudeste de la Provincia de Buenos Aires. Limita al norte con el partido de Las Flores, al noroeste con el de Pila, al oeste con el de Azul, al sureste con el de Ayacucho y al sur con el Partido de Tandil.

## Ubicación geográfica regional
El Partido de Rauch está ubicado dentro de la región geográfica de la llanura pampeana, en el área húmeda y sureña.

## Superficie
Superficie total del Partido de Rauch: 431.645 has.

## Toponimia
El nombre del partido de Rauch recuerda al coronel Federico Rauch (1790-1829), militar alemán que se incorporó al Ejército Argentino en 1819, que participó en la lucha contra los pueblos originarios y en las guerras civiles argentinas y que murió en el Combate de Las Vizcacheras el 28 de marzo de 1829. Fue conocido como "el guardián de las fronteras".

## Historia
Los primeros pobladores blancos se fueron estableciendo luego que el gobernador de la provincia de Buenos Aires, el general Martín Rodríguez fundara el Fuerte Independencia, actual ciudad de Tandil, en 1823, como avanzada de la frontera contra el aborigen. 
El 19 de julio de 1865 la Ley Provincial 441 promulgada en el gobierno de Mariano Saavedra, estableció la creación del partido de Rauch. 
Nombradas sus primeras autoridades se levantó un poblado que sería la futura cabecera del partido. La traza y el reparto de los terrenos en las cercanías del arroyo Chapaleufú se concretaron en 1872. Rauch fue fundada por el juez de paz Francisco Mauricio Letamendi el 20 de septiembre de 1872. Este dispuso por decreto la nueva traza del pueblo, el 24 de noviembre del mismo año. 
La estación del ferrocarril fue habilitada en agosto de 1891. La inauguración de la línea perteneciente al Ferrocarril Sud, que unía Las Flores con Tandil y que pasaba por el pueblo de Rauch, significó un impulso para el desarrollo zonal e indujo a los vecinos a reclamar el traslado de la municipalidad al poblado.

## Intendentes municipales desde 1983
| Intendente                  | Mandato                                           | Partido |
| Hernán Saúl Esponda         | 10 de diciembre de 1983 - 10 de diciembre de 1987 | UCR     |
| Nicolás Alberto Sica        | 10 de diciembre de 1987 - 10 de diciembre de 1999 | UCR     |
| Jorge Horacio Petreigne     | 10 de diciembre de 1999 - 10 de diciembre de 2003 | UCR     |
| Jorge Mario Ugarte          | 10 de diciembre de 2003 - 10 de diciembre de 2015 | PJ      |
| Roberto Maximiliano Suescún | 10 de diciembre de 2015 - al presente             | UCR     |

## Escudo heráldico
El partido de Rauch adoptó, en 1943, su escudo heráldico oficial, obra del padre Carlos Ruiz Santana, realizado en seis colores diferentes. La bandera argentina -de fondo- designa a la Patria. Las tres lanzas representan las armas del indio -habitante originario que fue vencido-. La faja con las ondulaciones de cuatro corrientes plateadas, por encima de las lanzas y de la bandera, simboliza las tierras de las fronteras bañadas por los cuatro arroyos -Gualichu, Los Huesos, Chapaleoufú y Langueyú- (sic).

## Población
Según los resultados definitivos del censo de 2022 la población del partido alcanza los 16.635 habitantes.
| Población | 6.844 | 7.284  | 8.362   | 10.249  | 13.493  | 12.848 | 13.201 | 13.216 | 13.909 | 14.434 | 15.176 | 16.635 |
| Variación | -     | +6,42% | +14,79% | +22,56% | +31,65% | -4,78% | +2,74% | +0,11% | +5,24% | +3,77% | +5,1%  | +9,6%  |

## Localidades
- Rauch
- Chapaleofú
- Egaña
- Martín Colman
- Miranda
- Villa San Pedro

## Geografía

### Clima
El partido de Rauch presenta un clima templado y húmedo con una temperatura media anual de 15,4 °C y una humedad relativa media anual de 74%. La humedad mínima se registra en verano con un 67 % y la máxima en invierno con un 86%.

#### Temperatura
Las máximas temperaturas se registran en el verano en los meses diciembre, enero y febrero, con una temperatura media de 22 °C,  mientras que las mínimas se registran en el invierno en junio, julio y agosto, con una media 8 °C. 

#### Lluvias
Las precipitación anual es de 1.028,64 mm., y el promedio mensual de 85,66 mm. La media normal del mes de julio es de 51,64 mm. y la media normal del mes de enero de 111,55 mm.
El registro pluviométrico es isohigro con leve concentración de lluvias en primavera y otoño.

#### Vientos
El viento de verano es cálido y seco, causante del período seco del mes de enero mientras que  durante el invierno predominan vientos fríos y secos si provienen del sur, y húmedos si provienen del sureste.

### Suelo
El partido de Rauch se ubica dentro de los límites de la depresión que forma la cuenca del río Salado, el relieve es suavemente ondulado y cóncavo, presentando un pequeño declive hacia la cuenca. Los potreros son "overos", es decir de diferentes perfiles en las partes altas y en las partes bajas, es campo tendido y anegadizo.
El partido se encuentra cruzado por cuatro arroyos principales: Gualicho, los Huesos, Chapaleufú y Langueyú.
Al margen de los arroyos hay albardones de tierra apta para la agricultura. Las zonas más representativas son las siguientes:
- De Casalins a Rauch, suelo negro arenoso, con presencia de flechillas y pajonales. Hacia la ciudad cabecera, los terrenos son gredosos y arenosos.

- Entre las rutas a Las Flores y Casalins, las lomas son de suelo negro, humoso, bien humedecido y enraizado.

- Desde Rauch hacia Las Flores, el suelo es arcilloso de superficie seca y grasácea.

- De Rauch y Azul hay lomas de tierra negra arenosa con tramos arcillosos.

- De Rauch hacia Tandil, la influencia de las sierras de Tandil determina los mejores suelos para la agricultura y la ganadería.

### Flora
La flora original del partido de Rauch es la de la pampa húmeda, con suelos inundables que presentan humedad mantenida. 
Se integra con gramíneas del tipo de las flechillas, que forman matas cespitosas de alrededor de 0,50 a 1,20 m de altura, con frutos que presentan una o varias aristas prolongadas y que abundan en los suelos altos, negros, profundos y algo arenosos.
También existen pajonales de paja colorada que se desarrollan sobre suelos que se mantienen húmedos durante un lapso de tiempo de cuatro meses.

### Fauna
En el partido de Rauch viven animales propios de llanura pampeana. Entre los principales se encuentran: la Liebre Europea, el Zorro Chico, la Nutria, la Comadreja Overa,  el Cuis Grande, la Comadreja Colorada, la Vizcacha de las Pampas, el Hurón Menor, el Peludo o Quirquincho, el Gato Montes, la Mulita de las Pampas, el Venado de la Pampa, el Zorro Gris Común, el Ñandú, la Garza Americana, la Garza Bruja o Pájaro Bobo, la Perdiz Colorada, la Garza Mora, la Perdiz Martineta, la Copetona, la Garcita Blanca, la Perdiz Chica, el Cuervo de Laguna, el Tero Común, la Espátula Rosada, el Tero Real, el Gallito de Agua, el Carancho, el Becasina Común, el Chimango, el Halcón Blanco, el Chajá, el Halconcito Canela, la Gallareta, la Lechuza de las Cuevas, el Cisne de Cuello Negro, el Lechuzón de los Campos, la Gaviota Capucho Café, el Pato Overo, la Gaviota Cocinera o Gaviotón, el Pato Picazo, la Cigüeña Común, la Maca Común o Zambullidor, el Hornero, el Jilguero, la Paloma Torcaza, la Ratona, la Paloma Montera, la Chicharrera o Leñatero, el Chingolo, el Pirincho o Urraca, el Tordo, el Carpintero Campestre, la Calandria, el Churrinche, la Cotorra o Cata Común, la Tijereta y la Golondrina.   

### Cuenca del Salado
La Estación Experimental Cuenca del Salado del Instituto Nacional de Tecnología Agropecuaria (INTA) tiene una parte de sus recursos humanos en la sede de la Unidad en la ciudad de Rauch.

### Lista de rutas

#### Rutas provinciales
- Ruta Provincial 29
- Ruta Provincial 30
- Ruta Provincial 50
- Ruta Provincial 60=

La Estación Experimental Cuenca del Salado del Instituto Nacional de Tecnología Agropecuaria (INTA) tiene una parte de sus recursos humanos en la sede de la Unidad en la ciudad de Rauch.

### Ecología y medio ambiente
El partido de Rauch tiene, desde 1998, una Planta de Tratamiento de Residuos Sólidos Urbanos y Patológicos, URRA o Unidad de Reciclado Rauch, como parte importante de las políticas en pro de la bioma.

## Rutas vinculantes
La Ruta Provincial 30 conecta al Partido de Rauch hacia el sur con la ciudad de Tandil y con la Ruta Nacional 226 que conduce a la ciudad de Mar del Plata; hacia el norte con la Ruta Nacional 3, a la altura de Las Flores, que lo lleva hacia La Plata y a Capital Federal, desde la autopista que nace en Cañuelas.
La Ruta Provincial 60 lo conecta hacia el oeste con la ciudad de Azul y con la Ruta Nacional 3 que recorre el sur argentino.
La Ruta Provincial 50 lo conecta hacia el sudeste con la ciudad de Ayacucho, y continuando por la Ruta Provincial 74, con la costa bonaerense a través de la Autovía 2.

### Lista de rutas

#### Rutas provinciales
- Ruta Provincial 29
- Ruta Provincial 30
- Ruta Provincial 50
- Ruta Provincial 60

## Fiestas populares

### Fiesta Nacional del Ave de Raza
El objeto de esta celebración, que se lleva a cabo todos los años en la primera quincena de septiembre y dura nueve días, consiste en reconocer y exhibir la labor de selección y mejoramiento de las razas tradicionales de aves que los avicultores locales vienen realizando desde hace más de cuatro décadas.
Durante el día se pueden recorrer las exposiciones de avicultura, industria, comercio y las muestras culturales. Por las noches se desarrollan espectáculos de danza y conciertos con la actuación de ballets y artistas regionales así como bandas consagradas a nivel nacional entre las que se cuentan, por ejemplo, la Bersuit Vergarabat.
La oferta cultural incluye muestras artísticas de aves autóctonas, de pintura, de artesanías, bibliográficas y de aeronavegación.
La primera edición de este evento se concretó en julio de 1975, año en que la Dirección de Turismo de la Provincia de Buenos Aires lo declaró de interés provincial, y poco después la Secretaría de Estado de Deportes y Turismo de la Nación le otorgó la categoría de Fiesta Nacional, distinción que constituye un reconocimiento al esfuerzo y al alto nivel de perfeccionamiento de las razas avícolas alcanzado por los criadores de la zona.
Antes de que se llevara a cabo la primera edición, la ciudad ya venía siendo anfitriona de exposiciones avícolas de gran importancia que eran verdaderas fiestas de la avicultura, tanto por la organización como por la calidad de los animales exhibidos.
La festividad nació, al mismo tiempo, con la finalidad de promover a Rauch como un destino de atracción turística mediante la creación de un programa de entretenimientos que despertara verdadero interés a nivel nacional.
La Fiesta Nacional del Ave de Raza, que entre sus atractivos ofrece las tradicionales parrilladas, concluye cada dos años con la coronación de la nueva reina nacional del evento, quien a partir de entonces asume la responsabilidad de representar a la localidad en las demás celebraciones que se realizan en el país.

### Encuentro Cultural de Música y Feria Artesanal
Se realiza en el mes de enero.